# Sergo Zakariadze
Sergo Zakariadze (gruz. სერგო ზაქარიაძე, ur. 18 czerwca?/1 lipca 1909 w Baku, według innych informacji w Zestaponi, zm. 13 kwietnia 1971 w Tbilisi) – gruziński aktor teatralny i filmowy, Ludowy Artysta ZSRR (1958).

## Życiorys
Ukończył gimnazjum w Zestaponi, później studiował na Wydziale Filologicznym Uniwersytetu w Tbilisi. Od 1926 występował w Teatrze im. Rustawelego w Tbilisi, a od 1928 w 2 Państwowym Teatrze w Kutaisi, w 1956 wrócił do występów w Teatrze im. Rustawelego. Zagrał tytułowe role w dramatach Król Edyp Sofoklesa, Ruy Blas Victora Hugo i Królu Learze Szekspira. Od 1933 występował również w filmach. Zagrał role m.in. w Księciu Bagrationie (1944), Dniu ostatnim, dniu pierwszym S. Dolidze (1960), Ojcu żołnierza R. Czcheidze (1965) i Waterloo S. Bondarczuka (1970).

## Nagrody i odznaczenia
- Nagroda Leninowska (1966)
- Nagroda Państwowa ZSRR (dwukrotnie, 1946 i 1952)
- Order Lenina
- Order Czerwonego Sztandaru Pracy
- Order „Znak Honoru”
- Medal „Za ofiarną pracę w Wielkiej Wojnie Ojczyźnianej 1941–1945”
- Nagroda Leninowskiego Komsomołu (1965)
- Państwowa Nagroda Gruzińskiej SRR im. Rustawelego (pośmiertnie, 1971)
- Tytuł Ludowego Artysty ZSRR (1958)
- Tytuł Ludowego Artysty Gruzińskiej SRR (1946)